# Myrmarachne consobrina
Myrmarachne consobrina är en spindelart som beskrevs av Denis 1955. Myrmarachne consobrina ingår i släktet Myrmarachne och familjen hoppspindlar. Inga underarter finns listade i Catalogue of Life.